# Пилявка
Пиля́вка — село в Україні, у Старосинявській селищній громаді Хмельницького району Хмельницької області. Населення становить 585 осіб.

## Історія
Поселення Пилявці існувало здавна. Село згадується у привілеї польського короля Казимира Великого 1363 року. 1640 року ченці ордена домініканців заклали містечко Пиляву з костьолом і замком, руїни якого можна бачити й нині. Наприкінці літа 1648 року Богдан Хмельницький, здобувши пилявецький замок, проводив у ньому переговори з поляками та керував підготовкою очолюваного ним війська до битви. Поблизу містечка у вересні 1648 року відбулася історична битва польського та українського війська.
7 (20) листопада 1917 року, відповідно до Третього Універсалу Української Центральної Ради, увійшло до складу Української Народної Республіки.
12 червня 2020 року, відповідно до розпорядження Кабінету Міністрів України № 727-р «Про визначення адміністративних центрів та затвердження територій територіальних громад Хмельницької області», увійшло до складу Старосинявської селищної громади.
19 липня 2020 року, в результаті адміністративно-територіальної реформи та ліквідації Старосинявського району, село увійшло до складу новоутвореного Хмельницького району.

## Населення

### Мова
Розподіл населення за рідною мовою за даними перепису 2001 року:
| Мова       | Кількість | Відсоток |
| ---------- | --------- | -------- |
| українська | 584       | 99.83%   |
| російська  | 1         | 0.17%    |
| Усього     | 585       | 100%     |

## Галерея

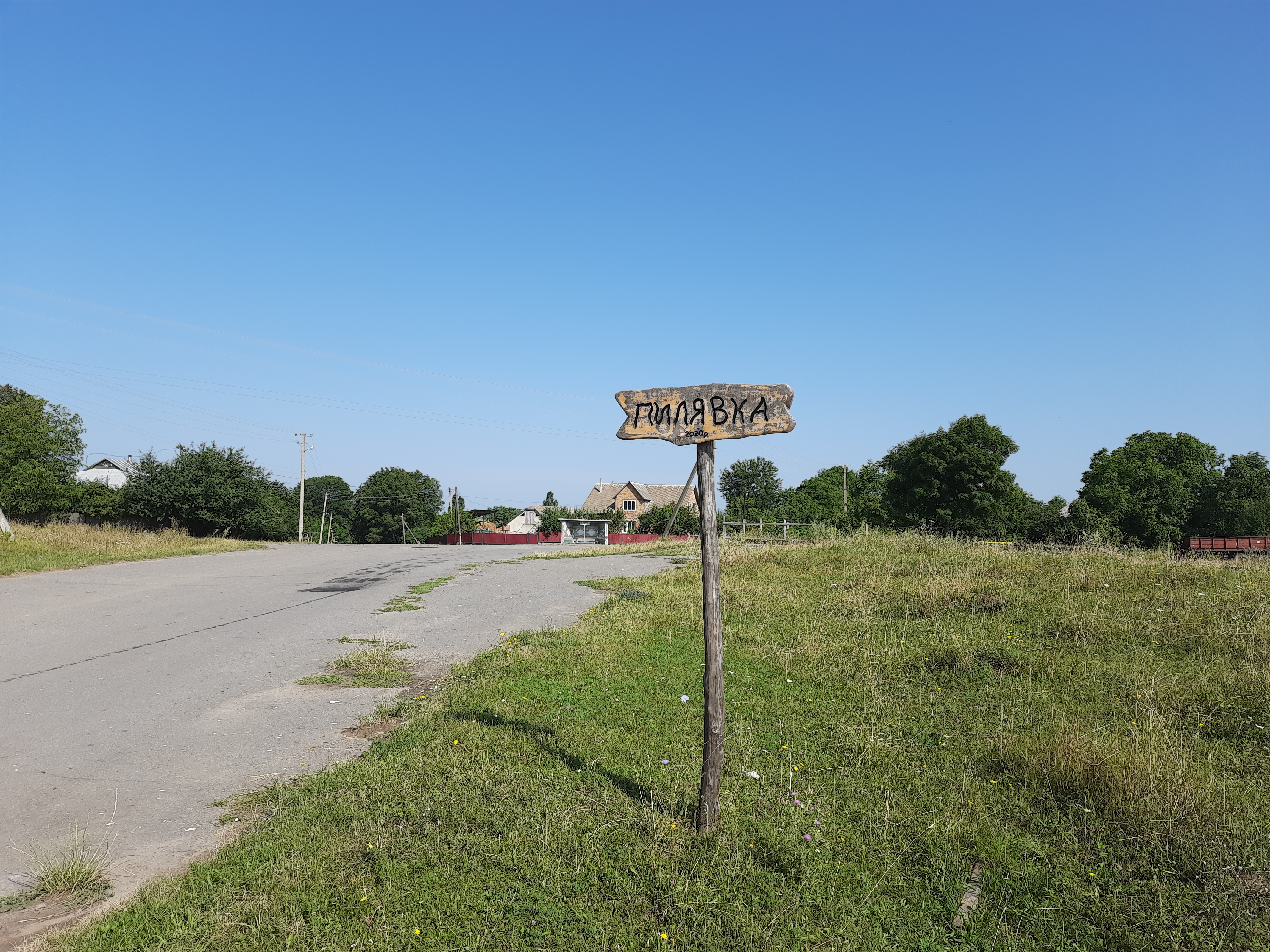
В'їзд до села
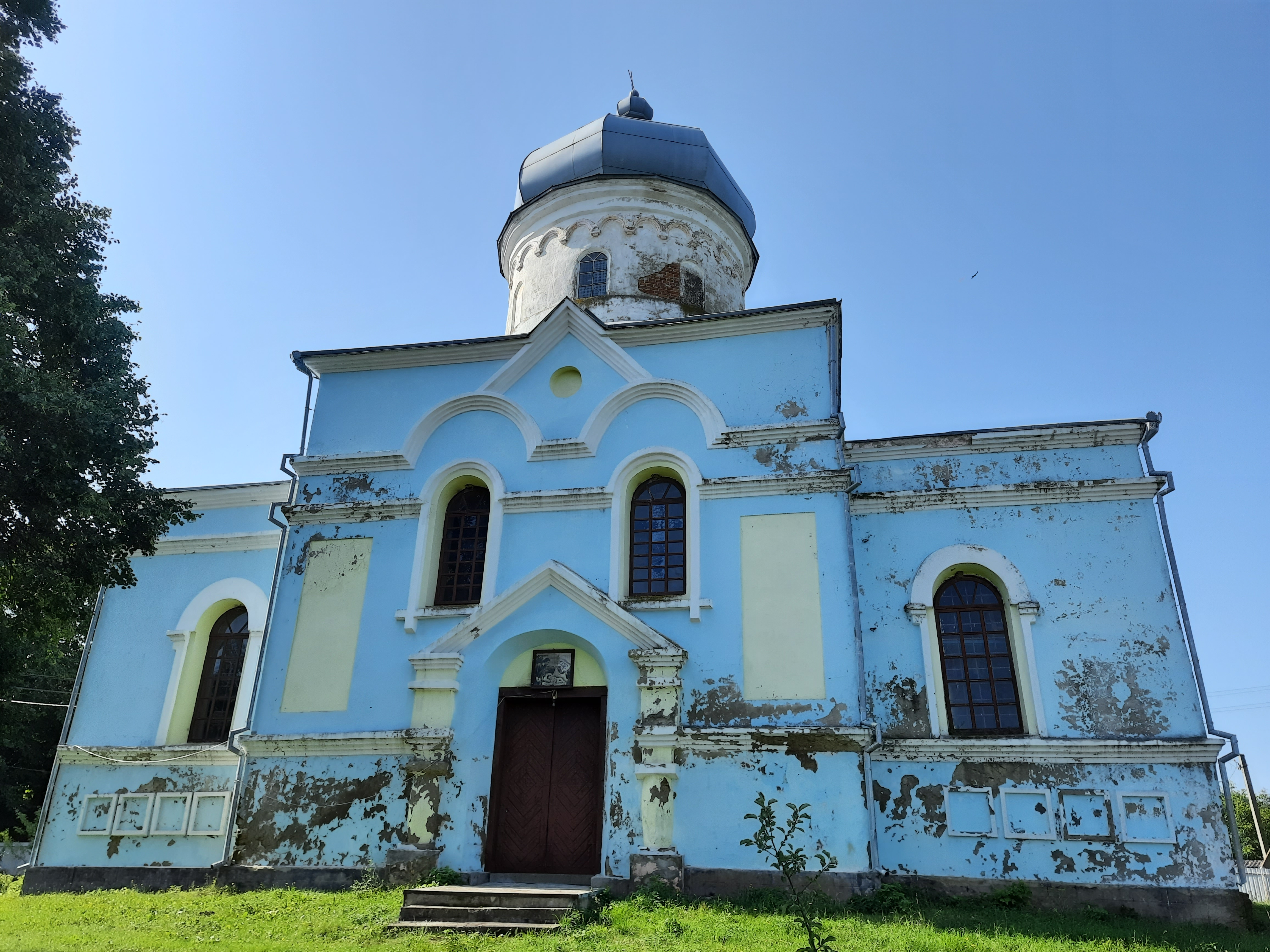
Церква Різдва Богородиці
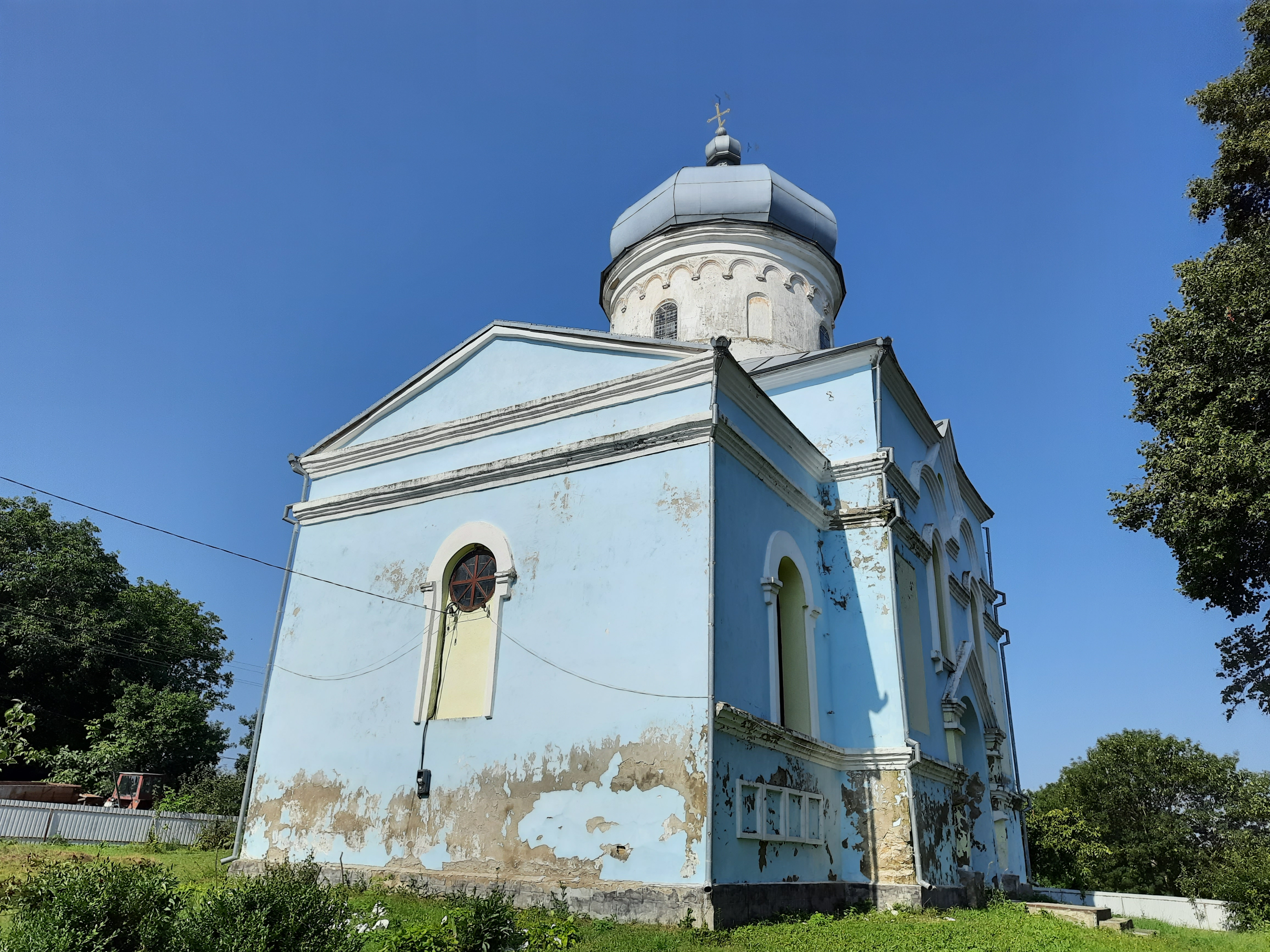
Церква Різдва Богородиці
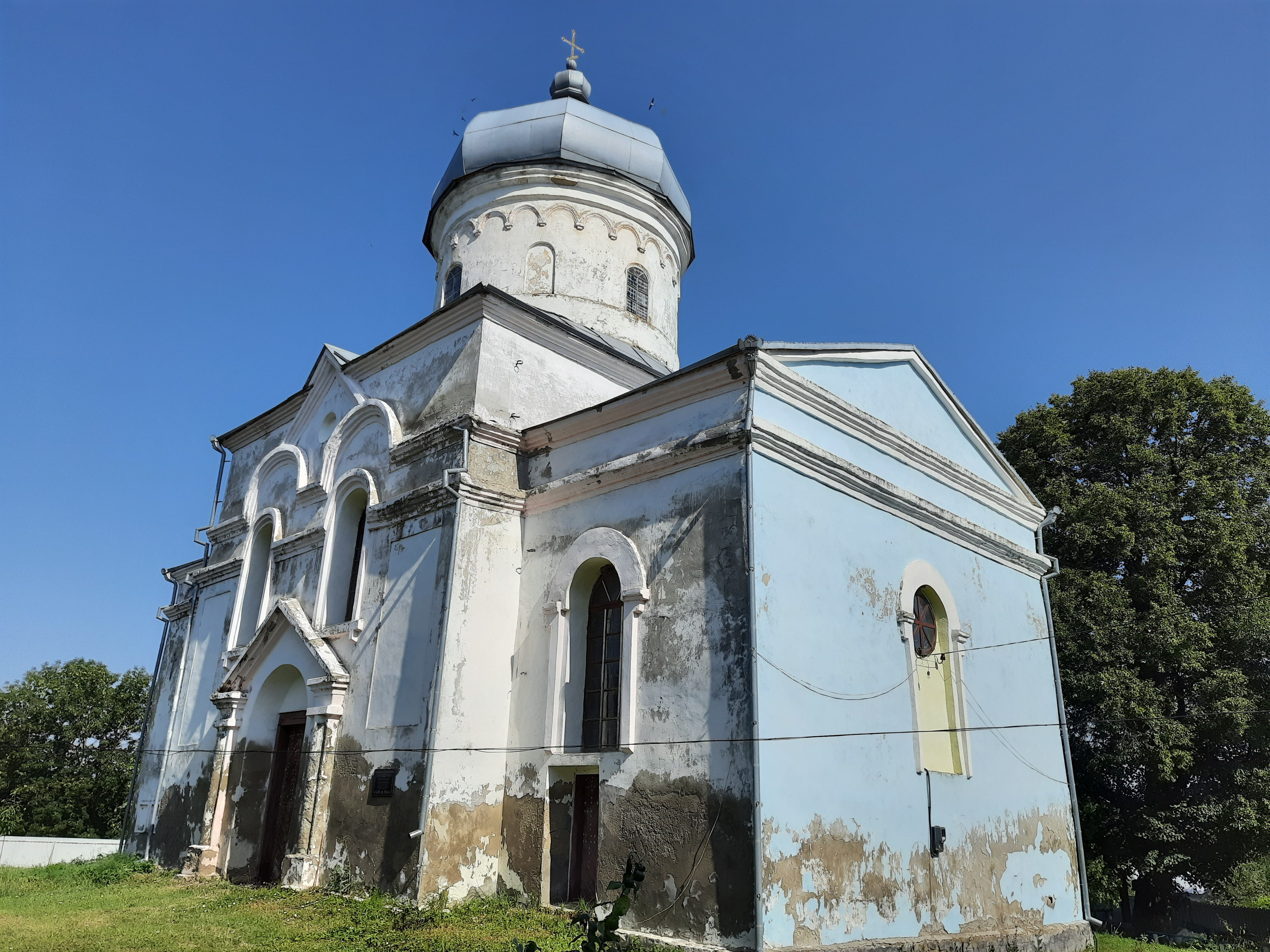
Церква Різдва Богородиці
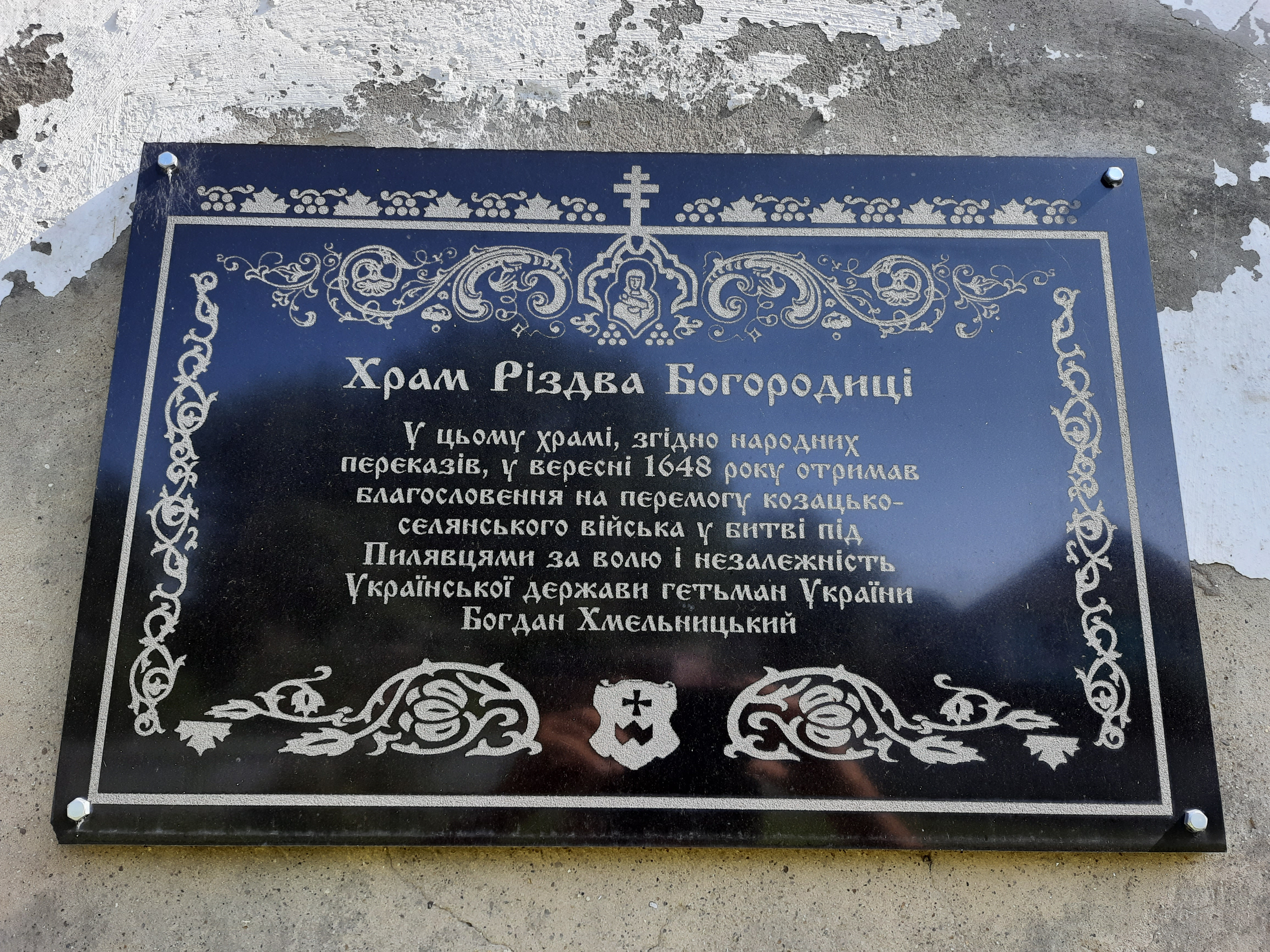
Табличка на стіні церкви Різдва Богородиці
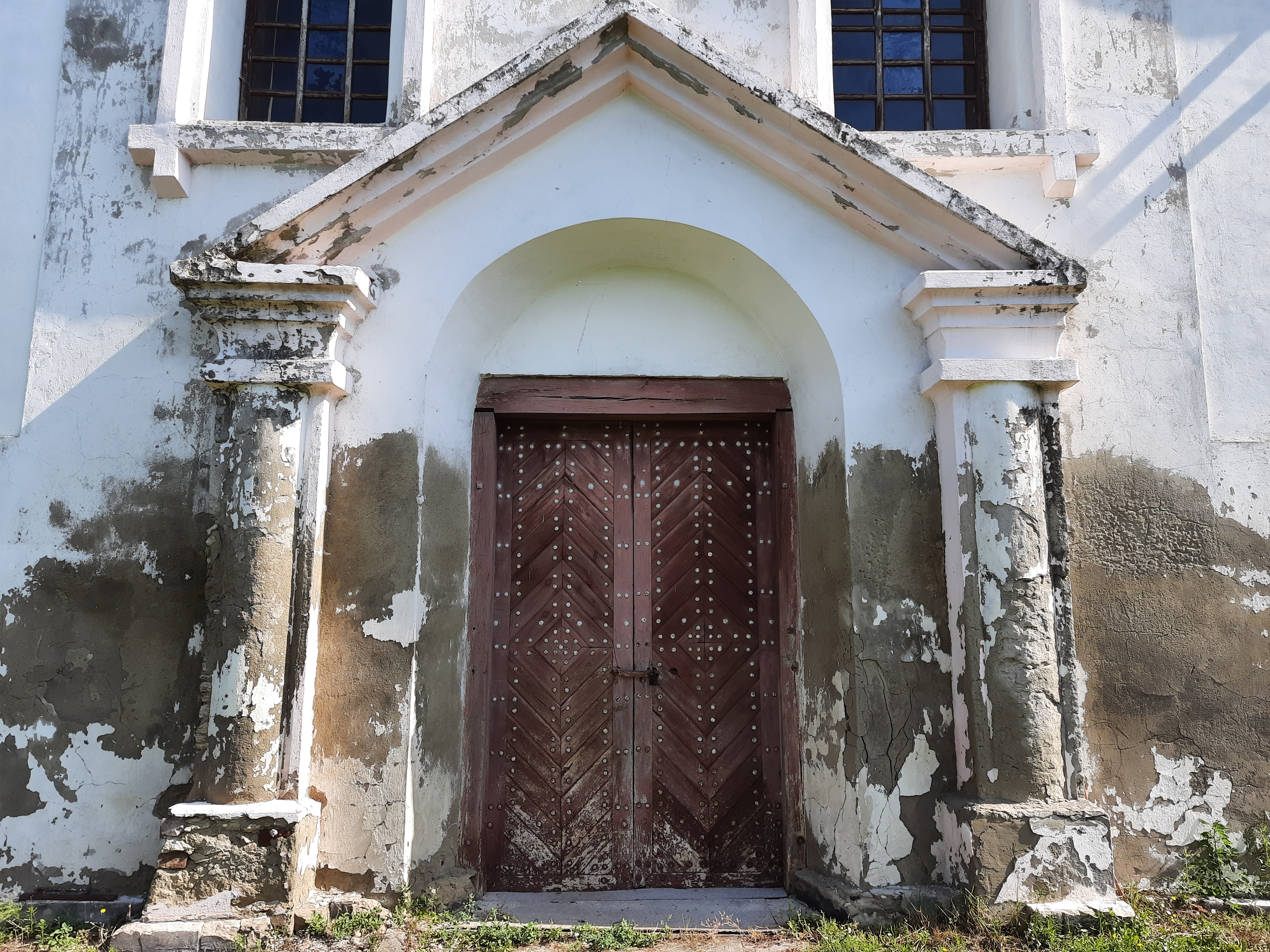
Церква Різдва Богородиці
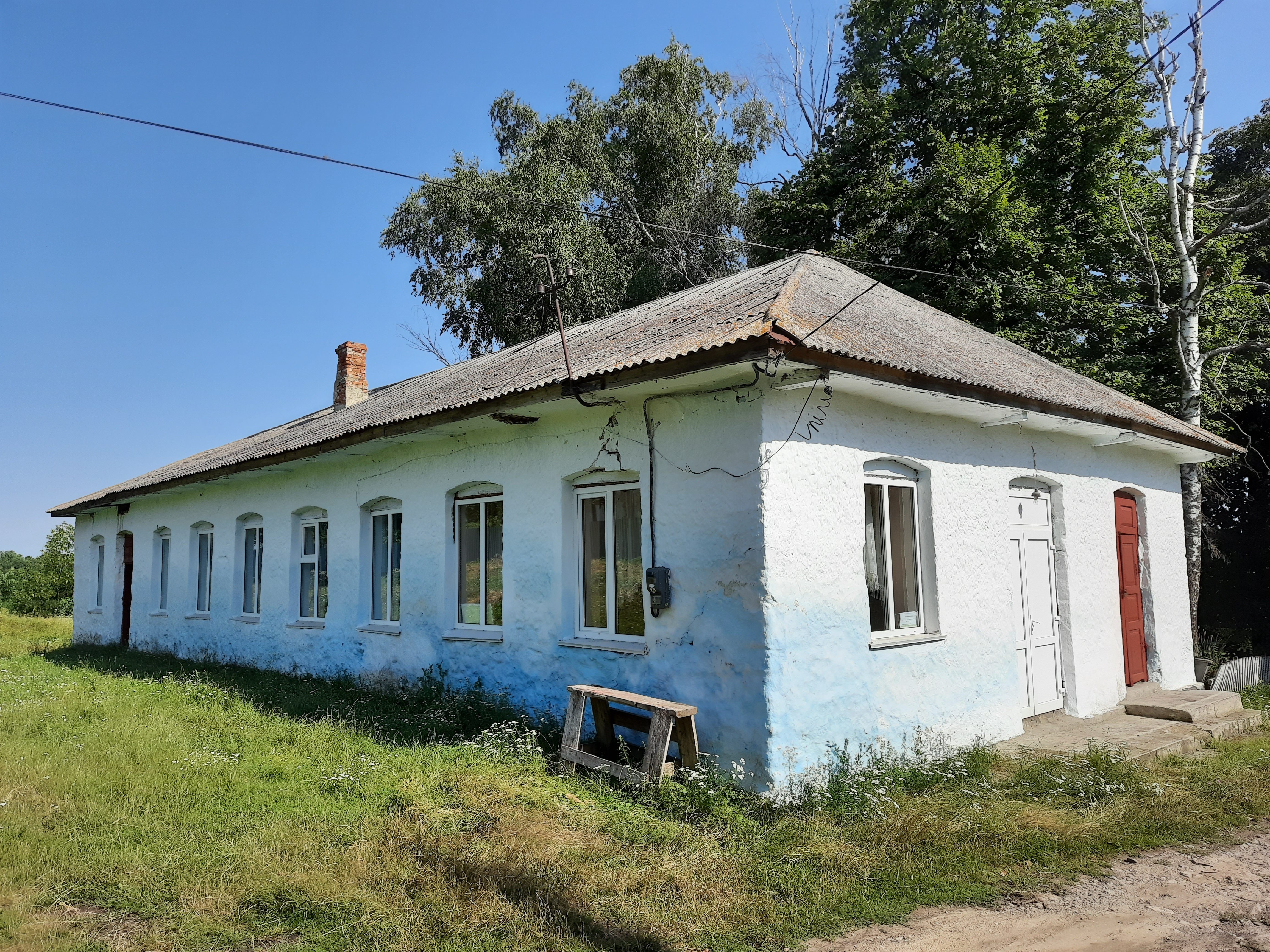
Клуб
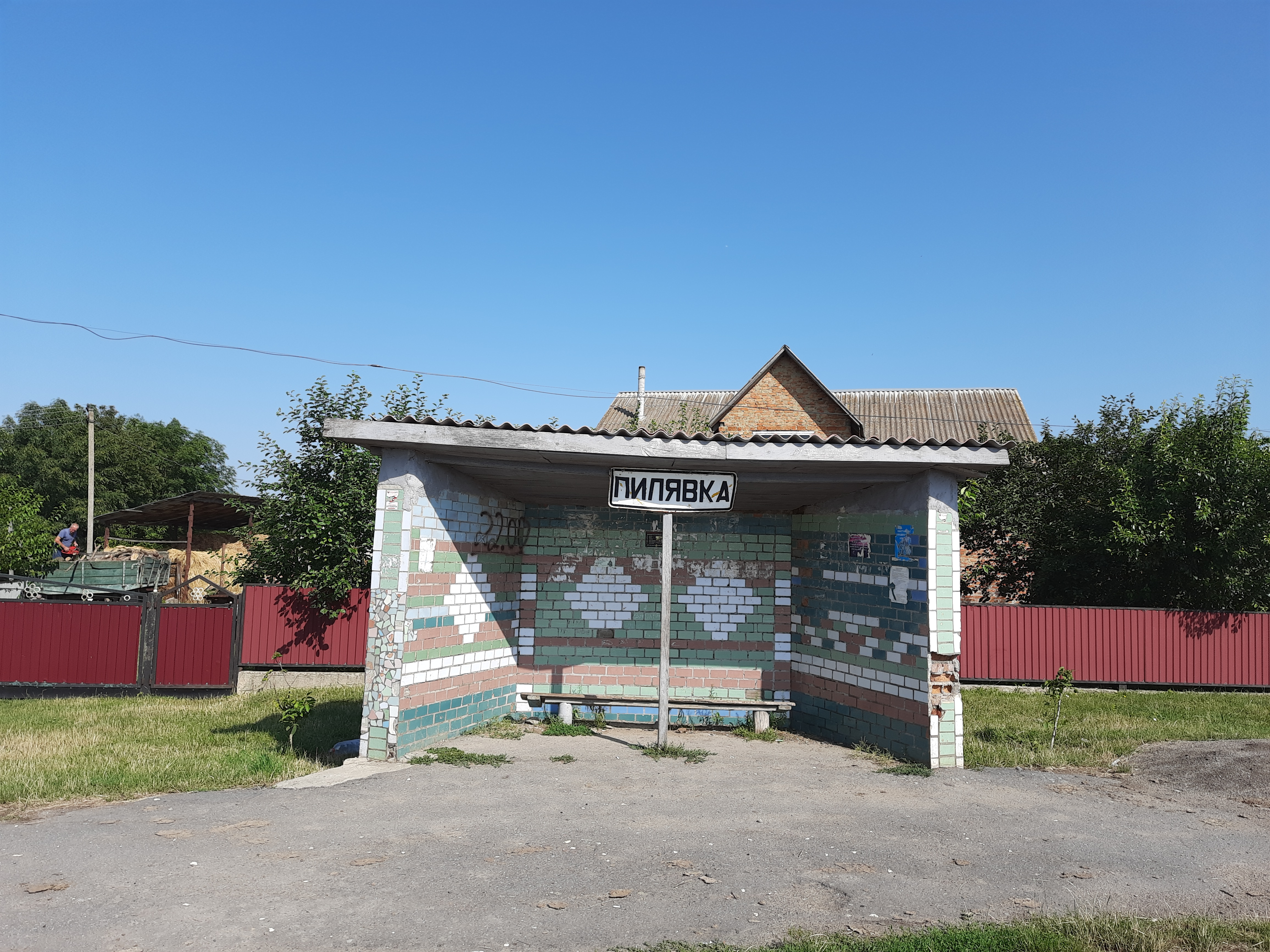
Автобусна зупинка